# Drużynowe Mistrzostwa Polski na Żużlu 1991
Drużynowe Mistrzostwa Polski na Żużlu 1991 – 44. edycja drużynowych mistrzostw Polski, organizowanych przez Polski Związek Motorowy (PZM). W sezonie 1991, po zmianach w regulaminie, do rozgrywek pierwszej ligi przystąpiło osiem zespołów, natomiast w drugiej lidze walczyło dwanaście drużyn.
Zwycięzca najwyższej klasy rozgrywkowej (I Ligi) zostaje Drużynowym Mistrzem Polski na Żużlu w sezonie 1991. Obrońcą tytułu z poprzedniego sezonu jest Apator Toruń. W tym roku triumfował Morawski Zielona Góra.

## Pierwsza Liga
| Poz. | Klub                  | Pkt. | Z  | R | P  | +/−  |
| ---- | --------------------- | ---- | -- | - | -- | ---- |
| 1    | Morawski Zielona Góra | 21   | 10 | 1 | 3  | +139 |
| 2    | Motor Lublin          | 18   | 9  | 0 | 5  | +60  |
| 3    | Apator Toruń          | 16   | 7  | 2 | 5  | +114 |
| 4    | Stal Gorzów           | 16   | 8  | 0 | 6  | –6   |
| 5    | Polonia Bydgoszcz     | 14   | 7  | 0 | 7  | +34  |
| 6    | Unia Rolnicki Tarnów  | 13   | 6  | 1 | 7  | –61  |
| 7    | Unia Leszno           | 12   | 6  | 0 | 8  | –40  |
| 8    | ROW Rybnik            | 2    | 1  | 0 | 13 | –240 |

## Druga Liga
| Poz. | Klub                  | Pkt. | Z  | R | P  | +/−  |
| ---- | --------------------- | ---- | -- | - | -- | ---- |
| 1    | Stal Westa Rzeszów    | 39   | 19 | 1 | 2  | +475 |
| 2    | Włókniarz Częstochowa | 36   | 18 | 0 | 4  | +236 |
| 3    | Wybrzeże Gdańsk       | 34   | 17 | 0 | 5  | +211 |
| 4    | Sparta Aspro Wrocław  | 31   | 15 | 1 | 6  | +298 |
| 5    | Kolejarz Remak Opole  | 26   | 13 | 0 | 9  | +129 |
| 6    | KKŻ Krosno            | 19   | 9  | 1 | 12 | –18  |
| 7    | Polonia II Bydgoszcz  | 18   | 9  | 0 | 13 | –212 |
| 8    | Start Gniezno         | 16   | 8  | 0 | 14 | –99  |
| 9    | GKM Grudziądz         | 15   | 7  | 1 | 14 | –181 |
| 10   | Śląsk Świętochłowice  | 12   | 5  | 2 | 15 | –206 |
| 11   | Polonez Poznań        | 12   | 6  | 0 | 16 | –266 |
| 12   | Ostrovia Ostrów       | 6    | 3  | 0 | 19 | –367 |

## Baraże
| Unia Leszno 7. miejsce w I Lidze | 80:100 | Sparta Aspro Wrocław 4. miejsce w II Lidze |
| -------------------------------- | ------ | ------------------------------------------ |
| Wrocław                          | 54:36  | Leszno                                     |
| Leszno                           | 44:46  | Wrocław                                    |

| ROW Rybnik 8. miejsce w I Lidze | 87:93 | Wybrzeże Gdańsk 3. miejsce w II Lidze |
| ------------------------------- | ----- | ------------------------------------- |
| Gdańsk                          | 51:39 | Rybnik                                |
| Rybnik                          | 48:42 | Gdańsk                                |